# Trnovo ob Soči
Trnovo ob Soči este o localitate din comuna Kobarid, Slovenia, cu o populație de 143 de locuitori.